# Eigil Ingolf Emanuel Jensen
Eigil Ingolf Emanuel Jensen (20. november 1920 i København – 11. februar 1945 smst) var en dansk modstandsmand.
Han blev dræbt i kamp mod den tyske besættelsesmagt i København og blev begravet ved soldatergravene på Bispebjerg Kirkegård i København.